# Cuscús sedós
El cuscús sedós (Phalanger sericeus) és una espècie de marsupial de la família dels falangèrids. Viu a Indonèsia i Papua Nova Guinea.